# Међународна класификација функционисања, неспособности и здравља
Међународна класификација функционисања, неспособности и здравља (МКФ) (енгл. ICF - International Classification of Functioning, disability and health) једно је од издања Светске здравствене организације (СЗО) коме су обухваћени и приказани сви аспекти људског здравља, релевантне компоненте везане за здравље, као и подручја људскe делатности повезана са здрављем.

## Значај и намена МКФ
Светске здравствене организације (СЗО) је своје циљеве за 21. век усмерила на здравље и његово очување. У том контексту, 2001. године издала је књигу „Међународна класификација функционисања, неспособности и здравља“ (МКФ), уз чију се помоћ може правилно и стручно проценити здравље, као и стања везана за здравље, са свим здравственим околностима, тако да МКФ у суштини има универзалну примену.
Најзначајнија улога МКФ је да у свим земљама света осигура јединствен и стандардизован језик и оквир за опис здравља и здравственог статуса, и дефинише компоненте здравља и нека стања (као што су нпр. образовање и рад) непосредно повезана са здравњем. Зато је МКФ класификација намењена различитим структурама и различитим секторима, јер може бити од велике користи у вођењу здравствене политике, побољшању квалитета рада и процени исхода здравља у различитим културама.
МКБ-10 даје само увид у дијагнозу болести, оштећења или друга здравствена стања, па је пожељно да се те информације у пракси морају допуњавати информацијама добијеним из МКФ. Јер се МКФ не бави етиологијом болести, већ има намену да олакша проучавања детерминанти здравља или фактора ризика јер укључује и листу фактора окружења које описује у контексту у коме особе живе. На тај начин, информације о дијагнози, заједно са информацијама о функционисању, обезбеђују јаснију слику о здрављу људи појединачно, као и о здрављу читавих популација.

## Здравствена подручја у МКФ
МКФ се састоји из два дела, а сваки део има две компоненте:
Први део - Функционисање и неспособност/инвалидност
- Функције и структуре тела, подразумевају физиолошке функције и анатомске делове тела, као и проблеме у телесној функцији или структури.
- Активности и учешће, подразумевају извршавање одређених задатака и укљученост у животне ситуације, као и ограничење учешћа и проблема које појединац може имати при укључивању у животне ситуације.

Други део - Контекстуални фактори
Контекстуални фактори дефинишу начин живота сваког појединца и дефинишу их:
- Фактори околине, који могу бити индивидуални и подразумевају особине непосредног окружења сваког појединца (као што су; породица, радно место и школа ) и друштвени (као што су формалне и неформалне друштвене структуре).
- Лични чиниоци, подразумевају особине које нису део здравственог стања појединца, подразумевају; пол, расу, старост, начин живота, навике, социјално порекло, образовање, занимање, карактер, укупни модел понашања итд.

Свака од наведених компоненти у МКФ може се исказати на позитиван и негативан начин, а нека од компоненти састоји се од различитих подручја, у оквиру којих су категорије које су јединице за класификацију. 
| „ | Здравствени статус неке особе се дефинише избором шифре одговарајуће категорије или избором шифри које су уз придружене атрибуте (то су бројке које ближе одређују величину функционисања или смањене радне способности у тој категорији или на који начин неки фактор из окружења делује као олакшица или препрека ). | ” |

## Стандардизована, специфична намена и начин примене МКФ
Стандардизована намена МКФ
У овој класификацији СЗО, као и у осталим класификацијама које примењује СЗО, примењен је се стандардизовани језик који омогућава истоветан увид у здравље у свим земљама света, и у различитим научним дисциплинама. Класификација примењана у МКФ у потпуности је комплементарна са МКБ-10, и зато се у медицинској пракси препоручује паралелна примена обе класификације.
Специфична намена МКФ
- Описивање здравља и стања која су повезана са здрављем, чиме она повезује; истраживаче, здравствене професионалце, особе које креирају јавно - здравствену политику и особе са инвалидитетом.
- Осигуравање научне базе за разумевање и проучавање здравља и стања, исхода и детерминанти повезаних са здрављем.
- Омогућавање упоређивања података између држава, здравствених дисциплина и временско праћење пружених услуга.
- Омогућавање јединственог начина шифровања у здравственом информационом систему.

Начини примене МКФ
- Као истраживачки инструмент за процену резултата, мерење квалитета живота и фактора окружења.
- Као статистичког инструмента за прикупљање и чување података (у популационим студијама и истраживањима, као и у информационим системима).
- Као клинички инструмент за процену потреба и избор одговарајућег лечења код специфичних стања, процену професионалне способности, за рехабилитацију и евалуацију.
- Као инструмент у образовању за израду наставног програма за студенте медицине и подизању свести о спровођењу одговарајућих акција у заједници.
- Као инструмент социјалане политике (у планирању здравственог осигурања, креирању и примени социјалне политике).